# Anselme Flamen (1680-1730)
Anselme Flamen, sculpteur français, né à Paris le 13 novembre 1680, et mort dans la même ville le 9 juillet 1730.

## Biographie
Anselme Flamen est le fils d'Anselme Flamen et de Louise Blart, fille de Jean Blart, bourgeois de Paris, et de Marie Le Blé.
Anselme Flamen est un sculpteur formé par son père membre de l'Académie royale de peinture et de sculpture. Il s'est marié avec Anne Oignon dont il a eu, le 27 novembre 1712, un fils, Pierre, lui-même sculpteur. Anne Oignon est morte le 4 avril 1768.
Anselme Flamen, fils d'Anselme Flamen professeur de l'Académie royale, s'est présenté devant l'Académie, le 26 février 1707, pour y être reçu et faire voir ses ouvrages. Il présente à l'Académie le modèle en plâtre de la sculpture qui lui a été damandée le 24 septembre 1707 qui lui demande de l'exécuter en marbre. Il est reçu à l'Académie royale de peinture et de sculpture le 27 octobre 1708 après la présentation de la sculpture Plutus, dieu des richesses,.